# Bab
Bab, rođen Sajid Ali Muhamed Širazi (pers. سيد علی محمد شیرازی; 20. oktobar 20, 1819 – 9. jul 1850) bio je osnivač babizma, i jedna od centralnih figura bahajske vere.
Bab je bio trgovac iz Širaza u Kadžirskom Iranu koji je 1844. godine, u svojoj dvadest četvrtoj godini, tvrdio da je Božji glasnik. Preuzeo je titulu Bab (/bɑːb/; arap. باب), što znači „kapija” ili „vrata”, referenca povezana sa obećanim dvanaestim Mahdijem ili al-Kaimom. Suočio se sa protivljenjem persijske vlade, koja ga je na kraju pogubila, kao i hiljade njegovih sledbenika, koji su bili poznati kao babisti.
Bab je sastavio brojna pisma i knjige u kojima je izneo svoje tvrdnje i definisao svoje učenje s delom korena u šejhizmu i samim tim hurufizmu koristeći brojne numeričke proračune. Uveo je ideju o onome kojim će se Bog očitovati, mesijanskoj figuri koja će doneti veću poruku od njegove vlastite.
Za bahajiste, Bab vrši sličnu ulogu kao Ilija ili Jovan Krstitelj; prethodnik ili preteča koji je trasirao put svojoj religiji. Bahaula, osnivač bahajske vere, bio je Babov sledbenik i tvrdio je 1863. godinu da je ispunjenje Babovog proročanstva, 13 godina nakon Babove smrti.

## Život
Bab je rođen 20. oktobra 1819. (1. muharem 1235. AH) u Širazu u trgovačkoj porodici srednje klase. Njegovo ime po rođenju je bilo Ali Muhamed. Otac mu je bio Muhamed Rida, a majka Fatima (1800–1881), ćerka istaknutog trgovca u Širazu. Kasnije je postala bahaista. On je postao siroče kada mu je otac umro, dok je bio sasvim mlad, a njegov ujak Hadži Mirza Sajid Ali, trgovac, ga je odgajio. On je potomak Muhameda, sajid, preko Husejna ibn Alija preko oba roditelja. U Širazu ga je ujak poslao u mekteb, osnovnu školu, koju je pohađao šest ili sedam godina. Negde između 15 i 20 godine pridružio se ujaku u porodičnom poslu, trgovačkoj kući, i postao trgovac u gradu Bušeru u Iranu, blizu Persijskog zaliva. Neki od njegovih ranijih radova ukazuju na to da nije uživao u poslu i umesto toga se posvećivao proučavanju verske literature. Jedan od njegovih savremenih sledbenika opisao ga je kao „veoma uzdržanog i [nikada] ne bi izgovorio ni reč osim ako je to apsolutno neophodno. Nije čak odgovarao ni na naša pitanja. On je neprestano je bio zaokupljen vlastitim mislima, i preokupiran ponavljanjem svojih molitvi i stihova. On je opisan su kao zgodan čovek sa tankom bradom, obučen u čistu odeću, koji je nosio zeleni šal i crni turban.”

## Literatura
- ʻAbdu'l-Bahá (1891). A Traveller's Narrative: Written to illustrate the episode of the Bab. Browne, E.G. (trans.). Cambridge University Press. Приступљено 21. 2. 2007.
- ʻAbdu'l-Bahá (1891). A Traveller's Narrative: Written to illustrate the episode of the Bab. Browne, E.G. (trans.) (2004 reprint, with translator's notes изд.). Los Angeles, US: Kalimát Press. ISBN 978-1-890688-37-0. Приступљено 21. 2. 2007.
- Afnán, Mírzá Habíbu'lláh (n.d). The Báb in Shiraz: An Account by Mírzá Habíbu'lláh Afnán (PDF). Архивирано из оригинала (PDF) 29. 05. 2008. г. Приступљено 23. 5. 2008.
- Afnán, Mirza Habibu'llah (2008). The Genesis of the Bâbí-Baháʼí Faiths in Shíráz and Fárs. Превод: Rabbani, Ahang. BRILL. ISBN 978-90-04-17054-4.
- Balyuzi, H.M. (1973). The Báb: The Herald of the Day of Days. Oxford, UK: George Ronald. ISBN 978-0-85398-048-3.
- Effendi, Shoghi (1944). God Passes By. Wilmette, Illinois, US: Baháʼí Publishing Trust. ISBN 978-0-87743-020-9. Приступљено 21. 2. 2007.
- Ferraby, John (1975). All Things Made New: A Comprehensive Outline of the Baháʼí Faith. Baháʼí Distribution Service. ISBN 978-81-86953-01-3.
- Lawson, Todd; Ghaemmaghami, Omid, ур. (2012). A Most Noble Pattern: Collected Essays on the Writings of the Báb, 'Alí Muhammad Shirazi (1819-1850). Oxford, UK: George Ronald. ISBN 978-0-85398-556-3.
- Nabíl-i-Zarandí (1932).  Shoghi Effendi (translator), ур. The Dawn-Breakers: Nabíl's Narrative (Hardcover изд.). Wilmette, Illinois, US: Baháʼí Publishing Trust. ISBN 978-0-900125-22-5. Приступљено 21. 2. 2007.
- Saiedi, Nader (2008). Gate of the Heart: Understanding the Writings of the Báb. Canada: Wilfrid Laurier University Press. ISBN 978-1-55458-056-9.
- Taherzadeh, A. (1976). The Revelation of Baháʼu'lláh, Volume 1: Baghdad 1853–63. Oxford, UK: George Ronald. ISBN 978-0-85398-270-8.
- Taherzadeh, A. (1977). The Revelation of Baháʼu'lláh, Volume 2: Adrianople 1863–68. Oxford, UK: George Ronald. ISBN 978-0-85398-071-1.
- Taherzadeh, A. (1984). The Revelation of Baháʼu'lláh, Volume 3: 'Akka, The Early Years 1868–77. Oxford, UK: George Ronald. ISBN 978-0-85398-144-2.
- Taherzadeh, A. (1987). The Revelation of Baháʼu'lláh, Volume 4: Mazra'ih & Bahji 1877–92. Oxford, UK: George Ronald. ISBN 978-0-85398-270-8.
- Amanat, Abbas (1989). Resurrection and Renewal. Ithaca, New York, US: Cornell University Press. ISBN 978-0-8014-2098-6.
- Anonymous (1910).  Browne, E.G., ур. Kitab-i Nuqtat al-Kaf: Being the Earliest History of the Bábis. Leiden, The Netherlands: E.J. Brill. Приступљено 21. 2. 2007.
- British Broadcasting Corporation (2002). „BBC Religion and Ethics Special: Baháʼí”. Приступљено 21. 2. 2007.
- Browne, E.G. (1889). „The Bábis of Persia”. Journal of the Royal Asiatic Society: 485—526, & 881—1009. doi:10.1017/S0035869X00165803.
- Browne, E.G. (1890). „Babism”. Religious Systems of the World: A Contribution to the Study of Comparative Religion. London: Swann Sonnenschein. стр. 333—53. Приступљено 21. 2. 2007.
- Huseyn of Hamadan, Mirza (1893). The Tarikh-i-Jadid, or New History of Mirza 'Ali Muhammad The Bab. Browne, E.G. (trans.). Cambridge: University Press. Приступљено 21. 2. 2007.
- MacEoin, Denis (1992). The Sources for Early Bābī Doctrine and History. Leiden: Brill. ISBN 90-04-09462-8.
- MacEoin, Denis (2008). The Messiah of Shiraz: Studies in Early and Middle Babism. Leiden: Brill. ISBN 978-9004170353. Архивирано из оригинала 27. 02. 2018. г. Приступљено 19. 12. 2019.
- Nicolas, A. L. M. (1905). Seyyed Ali Mohammed dit Le Bab. Paris: Dujarric & Cie, Editeurs. Приступљено 18. 9. 2007.

## Spoljašnje veze
- Bab на сајту Пројекат Гутенберг (језик: енглески)
- Bab на сајту Internet Archive (језик: енглески)
- Bab на сајту LibriVox (језик: енглески)
- Browne, Edward Granville (1987). „A Summary of the Persian Bayan”.  Ур.: Momen, Moojan. Selections from the Writings of E.G. Browne on the Bábí and Baháʼí Religions. Oxford, UK: George Ronald. ISBN 978-0-85398-247-0. Архивирано из оригинала 14. 10. 2007. г. Приступљено 3. 5. 2012.